# 莱蒙泰龙
莱蒙泰龙（法語：Les Monthairons，法語發音：[le mɔ̃teʁɔ̃]）是法国默兹省的一个市镇，属于凡尔登区。

## 地理
莱蒙泰龙（49°3'1"N, 5°24'39"E）面积12.22 平方千米，位于法国大東部大區默兹省，该省份为法国西北部内陆省份，北与比利时接壤，西接马恩省和阿登省，南至上马恩省和孚日省，东临默尔特-摩泽尔省。
与莱蒙泰龙接壤的市镇（或旧市镇、城区）包括：昂斯蒙、默兹河畔迪约、默兹河畔热尼库尔、雷库尔勒克勒、苏伊、默兹河畔维莱。

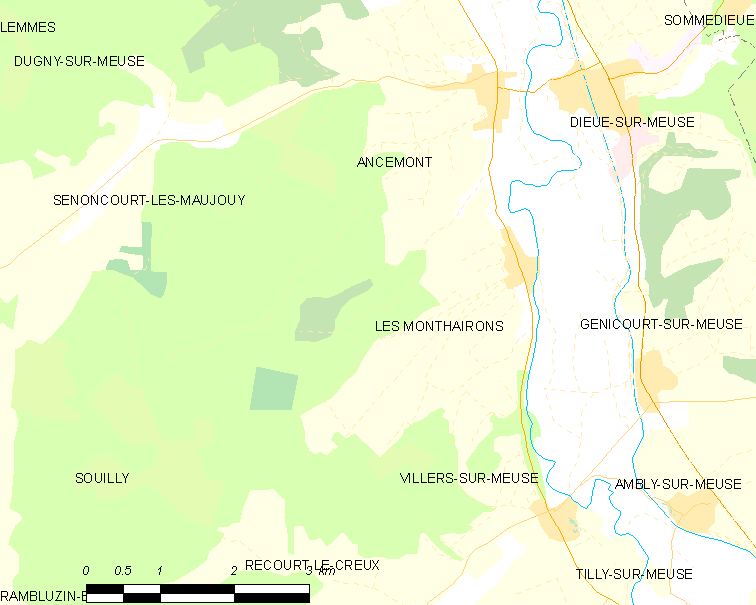
莱蒙泰龙的OSM定位图

莱蒙泰龙的时区为UTC+01:00、UTC+02:00（夏令时）。

## 行政
莱蒙泰龙的邮政编码为55320，INSEE市镇编码为55347。

## 政治
莱蒙泰龙所属的省级选区为默兹河畔迪约县。

## 人口

1962-2008年间莱蒙泰龙人口变化图示

莱蒙泰龙于2022年1月1日时的人口数量为326人。